# Croix du Hanhon
La croix du Hanhon (ou croix Julien,, croix du Hahon) est un menhir christianisé de Carnac, dans le Morbihan en France.

## Localisation
Le mégalithe est situé en bordure ouest de la route reliant les hameaux de Kermabo et du Hahon, à environ 370 m à vol d'oiseau au sud de la chapelle Saint-Aubin au sein de ce dernier.

## Description
Il se présente comme une croix pattée reposant sur un fût quasi cylindrique. Sur la face occidentale du fût sont gravés deux motifs superposés.

## Historique
Le monument date du Néolithique,. Il est sculpté durant le XIe siècle pour lui donner la forme d'une croix,.
La croix est inscrite au titre des monuments historiques par arrêté du 23 juin 1937.